# Drottninggatan (bok)
Drottninggatan, alternativtitel: Terrordådet på Drottninggatan, är en bok från 2022 av Åsa Erlandsson om terrordådet på Drottninggatan i Stockholm den 7 april 2017.
Erlandsson beskriver själva dådet ingående, men presenterar även viktiga, delvis nya fakta om utredningen, rättegången, efterspelet och offren. Hon redogör för terrororganisationen Islamiska statens hänsynslösa blodtörst och det skuggsamhälle av migranter som har vuxit fram i Sverige.
Boken "Drottninggatan" nominerades till grävande journalisters pris Guldspaden 2023. 

## Utgåva
- Erlandsson, Åsa (2022). Drottninggatan. Stockholm: Mondial. sid. 397. Libris 0dm4cb04x0g0l53t. ISBN 978-91-80021-30-2